# Само једном се љуби
Само једном се љуби је југословенски филм из 1981. године. Режирао га је Рајко Грлић а сценарио су писали Бранко Шемен и Рајко Грлић.

## Радња
Томислав је бивши Партизан који наставља борбу и после рата као члан Титове тајне полиције. Заљубљује се у балерину из буржоаске породице. Његова романса са класним непријатељем и споро уклапање у послератну стварност могли би да запечате његову судбину. Мада их штошта дели, Беба му узвраћа наклоност и они се, на незадовољство како Бебиних родитеља тако и Томиславових партијских другова, венчају. Томислав се ускоро нађе у процјепу неприпадања ни једној страни, губи се у алкохолу, а Беба се враћа у Загреб.

## Улоге
| Глумац                  | Улога     |
| ----------------------- | --------- |
| Предраг Мики Манојловић | Томислав  |
| Владислава Милосављевић | Беба      |
| Зијах Соколовић         | Мирко     |
| Младен Будишчак         | Вуле      |
| Драгољуб Лазаров        | Перо      |
| Нева Росић              | Елизабета |
| Ерланд Јосефсон         | Рудолф    |
| Миљенко Брлечић         | Доктор    |
| Едо Перочевић           |           |
| Звонко Лепетић          |           |
| Јагода Калопер          |           |
| Боривој Шембера         |           |
| Тихомир Поланец         |           |

## Награде
- На Фестивалу филмског сценарија у Врњачкој Бањи Рајко Грлић и Бранко Шемен су освојили награду за најбољи сценарио 1981. године.[2][4]
- Пула 81' - Златна арена за камеру Награда филмске критике Милтон Манаки[2][5]
- Ниш 81' - Гран при Ћеле кула Микију Манојловићу; Награда Зијаху Соколовићу за дебитантску улогу[2][6]
- Валенсија 81' - Гран при за најбољи филм[2]; Награда за најбољу мушку улогу Микију Манојловићу[2][7]
- Само једном се љуби био је уврштен у програм Канског фестивала[2][7]